# San Buenaventura, Ixtapaluca
San Buenaventura är en stad i Mexiko, tillhörande Ixtapaluca kommun i delstaten Mexiko. San Buenaventura ligger i den centrala delen av landet och tillhör Mexico Citys storstadsområde. Orten hade 44 761 invånare vid folkmätningen 2010, och är den största staden i kommunen efter Ixtapaluca.